# Познанское княжество
Познанское княжество (лат. Ducatus Posnaniensis; пол. Księstwo poznańskie) — средневековое княжество в историческом регионе Великая Польша со столицей в Познани. 

## История
Согласно завещанию Болеслава Кривоустого 1138 года, Польша была разделена на пять частей, а центральная часть должна была образовать Сеньориальный удел, который бы передавался старшему князю из рода Пястов. Исторический регион Великая Польша был разделен на две части. Его восточные территории вокруг городов Гнезно и Калиш вошли в состав Сеньориального удела, а из западных земель было сформировано Великопольское княжество со столицей в Познани, князем которого стал Мешко III. 
В 1177 году Одон, старший сын Мешко III, в то время уже занимавшего трон князя-принцепса Польши, поднял восстание против отца. Это восстание поддержал младший брат Мешко III Казимир II Справедливый, в том же году изгнавший Мешко из Кракова и занявший трон князя-принцепса. В Великой Польше противостояние отца и сына продолжалось еще два года и закончилось победой Одона.  Мешко III бежал из Польши, но вернулся в 1181 году, и с помощью поморских войск не только вернул все свои земли, но и захватил Гнезно и Калиш. В 1182 году произошло первое разделение Великопольского княжества: сохранили самостоятельность Калишское и Гнезненское княжества, а на старой территории Великопольского княжества было образовано Познанское княжество. Мешко III стал править в Калишском, Гнезненском и большей части Познанского княжества. Одон получил часть Познанского княжества южнее реки Обра.
В 1193 году умер младший брат Одона Мешко Калишский, и Мешко III передал Одону Калишское княжество, забрав себе земли к югу от Обры. Единым Познанское княжество просуществовало всего год: в 1194 году умер Одон, и Мешко III вновь разделил княжество и передал южные земли своему четырехлетнему внуку Владиславу Одоничу, опекуном которого стал его дядя Владислав III Тонконогий. В 1206 году Владислав Одонич был объявлен совершеннолетним, и с его момента началась многолетняя борьба дяди и племянника за владение великопольскими землями, в том числе и Познанским княжеством.
В 1234 году в эту борьбу вмешался вроцлавский князь Генрих I Бородатый, отобравший у Владислава Одонича южную часть княжества. Год спустя его сын Генрих II Набожный завладел и северной частью княжества, как и всей Великой Польшей. После гибели Генриха II в битве с монголами при Легнице в 1241 году сыновья Одонича Пшемысл I и Болеслав Набожный вернули Познанское княжество великопольской ветви Пястов. 
В 1279 году Пшемысл II, последний представитель великопольской ветви по мужской линии, объединил три великопольских княжества в единое княжество.. Оно просуществовало до 1306 года, когда силезские князья вновь завладели Великой Польшей и разделили ее территорию. Это положение сохранялось до 1314 года, когда князь Владислав I Локетек завладел всеми великопольскими землями и воссоздал Великопольское княжество.
Спустя шесть лет, в 1320 году, Владислав I Локетек был коронован как король Польши и Великопольское княжество прекратило своё существование. Территория Познанского княжества вошла в состав Польского королевства, став Познанским воеводством.

## Князья Познани
| # | Северная часть княжества (к северу от реки Обра) Имя (годы жизни) | Годы правления | # | Южная часть княжества (к северу от реки Обра) Имя (годы жизни) | Годы правления |
| - | ----------------------------------------------------------------- | -------------- | - | -------------------------------------------------------------- | -------------- |
| 1 | Мешко III (1126/1127 — 13 марта 1202)                             | 1182–1193      | 1 | Одон I Великопольский (1141/1149 — 20 апреля 1194)             | 1182–1193      |

| Объединение княжества (1193–1194) |

| # | Портрет | Имя (годы жизни)                      | Родители                                 | Годы правления | Примечания |
| - | ------- | ------------------------------------- | ---------------------------------------- | -------------- | --- |
| 1 |         | Мешко III (1126/1127 — 13 марта 1202) | Болеслав III Кривоустый Саломея фон Берг | 1193–1194      | князь-принцепс Польши (с 1173 по 1177, 1191, с 1198 по 1199, с 1199 по 1202 год), князь Великопольский (c 1138 по 1179 год), Гнезненский (с 1181 по 1202 год), Калишский (с 1181 по 1191 и с 1194 по 1202 год) |

| Разделение княжества (1194–1216) |

| # | Северная часть княжества                             | Годы правления | # | Южная часть княжества                     | Годы правления |
| - | ---------------------------------------------------- | -------------- | - | ----------------------------------------- | -------------- |
| 2 | Мешко III (1126/1127 — 13 марта 1202)                | 1194–1202      | 2 | Владислав Одонич (ок. 1190 — 5 июня 1239) | 1194–1216      |
| 3 | Владислав III Тонконогий (1161/1166 — 3 ноября 1231) | 1202–1216      | 2 | Владислав Одонич (ок. 1190 — 5 июня 1239) | 1194–1216      |

| Объединение княжества (1216–1234) |

| # | Портрет | Имя (годы жизни)                                     | Родители                                 | Годы правления      | Примечания |
| - | ------- | ---------------------------------------------------- | ---------------------------------------- | ------------------- | --- |
| 2 |         | Владислав Одонич (ок. 1190 — 5 июня 1239)            | Одон I Великопольский Вышеслава Галицкая | 1216–1217 1229–1234 | князь Гнезненский (с 1229 по 1239 год), Калишский (с 1207 по 1217 и с 1229 по 1234 год)                                                        |
| 3 |         | Владислав III Тонконогий (1161/1166 — 3 ноября 1231) | Мешко III Евдокия Изяславна              | 1217–1229           | князь-принцепс Польши (с 1202 по 1206 и с 1228 по 1229 год), Гнезненский (с 1202 по 1229 год), Калишский (с 1202 по 1206 и с 1217 по 1229 год) |

| Разделение княжества (1234–1239) |

| # | Северная часть княжества                  | Годы правления | # | Южная часть княжества                          | Годы правления |
| - | ----------------------------------------- | -------------- | - | ---------------------------------------------- | -------------- |
| 4 | Владислав Одонич (ок. 1190 — 5 июня 1239) | 1234–1239      | 3 | Генрих I Бородатый (1165/1170 — 19 марта 1238) | 1234–1238      |
| 4 | Владислав Одонич (ок. 1190 — 5 июня 1239) | 1234–1239      | 4 | Генрих II Набожный (ок. 1196 — 9 апреля 1241)  | 1238–1239      |

| Объединение княжества (1239–1314) |

| #                                                | Портрет                                          | Имя (годы жизни)                                       | Родители                                               | Годы правления      | Примечания |
| ------------------------------------------------ | ------------------------------------------------ | ------------------------------------------------------ | ------------------------------------------------------ | ------------------- | --- |
| 4                                                |                                                  | Генрих II Набожный (ок. 1196 — 9 апреля 1241)          | Генрих I Бородатый Ядвига Силезская                    | 1239–1241           | князь-принцепс Польши (с 1238 по 1241 год), князь Вроцлавский (с 1238 по 1241 год), Гнезненский (с 1239 по 1241 год) |
| 5                                                |                                                  | Пшемысл I (1220/1221 — 4 июня 1257)                    | Владислав Одонич Ядвига                                | 1241–1257           | князь Гнезненский (с 1241 по 1249 и с 1250 по 1257 год), Калишский (с 1244 по 1247 и с 1249 по 1253 год) |
| 6                                                |                                                  | Болеслав Набожный (1224/1227 — 14 апреля 1279)         | Владислав Одонич Ядвига                                | 1241–1247 1257–1273 | князь Гнезненский (с 1241 по 1247, с 1249 по 1250 и с 1253 по 1279 год), Калишский (с 1244 по 1249 и с 1253 по 1279 год), князь Иновроцлавский (с 1271 по 1273 год) |
| 7                                                |                                                  | Пшемысл II (14 октября 1257 — 8 февраля 1296)          | Пшемысл I Елизавета Вроцлавская                        | 1273–1279           | король Польши (с 1295 по 1296 годы), князь-принцепс Польши (с 1290 по 1291 годы), князь Великопольский (с 1279 по 1296 годы), Померельский (с 1294 по 1296 годы) |
| В составе единого Великопольского княжества      | В составе единого Великопольского княжества      | В составе единого Великопольского княжества            | В составе единого Великопольского княжества            | 1279–1305           | |
| 8                                                |                                                  | Генрих III Глогувский (1251/1260 — 3 декабря 1309)     | Конрад I Глогувский Саломея Великопольская             | 1306–1309           | князь Глогувский (с 1273/1274 по 1309 год), Сцинавский (с 1290 по 1309 год), князь Жаганьский (с 1304 по 1309 год), Гнезненский (с 1306 по 1309 год), Калишский (с 1307 по 1309 год) |
| 9                                                |                                                  | Генрих IV Верный (1291/1292 — 22 января 1342)          | Генрих III Глогувский Матильда Брауншвейг-Люнебургская | 1309–1314           | князь Глогувский (с 1318 по 1321 год), Сцинавский (с 1309 по 1317 годы), Жаганьский (с 1309 по 1342 годы), Гнезненский (с 1309 по 1312 год), Калишский (с 1309 по 1312 год) |
| 10                                               |                                                  | Конрад I Олесницкий (1292/1298 — 22/27 сентября 1366)  | Генрих III Глогувский Матильда Брауншвейг-Люнебургская | 1309–1312           | князь Жаганьский (с 1309 по 1312 год), Олесницкий (с 1312 по 1313 и с 1321 по 1366 год), Сцинавский (с 1309 по 1312 год), Намыслувский (с 1313 по 1323 год), Гнезненский (с 1309 по 1313 год), Калишский (с 1309 по 1314 год), Козленский (с 1355 по 1366 год), Бытомский (с 1357 по 1366 год) |
| 11                                               |                                                  | Болеслав Олесницкий (1293/1296 — 1320/1321)            | Генрих III Глоговский Матильда Брауншвейг-Люнебургская | 1309–1312           | князь Жаганьский (с 1309 по 1312 год), Олесницкий (с 1312 по 1366 год), Сцинавский (с 1309 по 1312 год), Гнезненский (с 1309 по 1314 год), князь Калишский (с 1309 по 1313 год) |
| 12                                               |                                                  | Ян Сцинавский (1296/1300 — 7 октября 1361/19 мая 1365) | Генрих III Глоговский Матильда Брауншвейг-Люнебургская | 1309–1314           | князь Жаганьский (с 1309 по 1317 год), Сцинавский (с 1309 по 1361/1365 год), князь Гнезненский (с 1309 по 1312 год), Калишский (с 1309 по 1312 год) |
| 13                                               |                                                  | Пшемысл Глоговский (1300/1308 — 11 января 1331)        | Генрих III Глогувский Матильда Брауншвейг-Люнебургская | 1309–1314           | князь Глогувский (с 1318 по 1331 год), Сцинавский (с 1309 по 1317 год), Жаганьский (с 1309 по 1321 год), Гнезненский (с 1309 по 1312 год), Калишский (с 1309 по 1312 год) |
| Вошло в состав единого Великопольского княжества | Вошло в состав единого Великопольского княжества | Вошло в состав единого Великопольского княжества       | Вошло в состав единого Великопольского княжества       | 1314                | |